# 도쿠라 겐
도쿠라 겐(일본어: 都倉　賢, 1986년 6월 16일 ~ )는 일본의 축구 선수이다. 현재 J2리그의 V-파렌 나가사키에서 뛰고 있다.

## 구단 경력
그는 2005년부터 J리그의 가와사키 프론탈레, 더스파 구사쓰, 비셀 고베, 홋카이도 콘사돌레 삿포로, 세레소 오사카, V-파렌 나가사키에서 뛰었다.